# Oxytropis krylovi
Oxytropis krylovi är en ärtväxtart som beskrevs av Shipcz. Oxytropis krylovi ingår i släktet klovedlar, och familjen ärtväxter. Inga underarter finns listade i Catalogue of Life.